# Collégiale de l’Assomption de la Bienheureuse Vierge Marie à Głogów
 (décembre 2021).

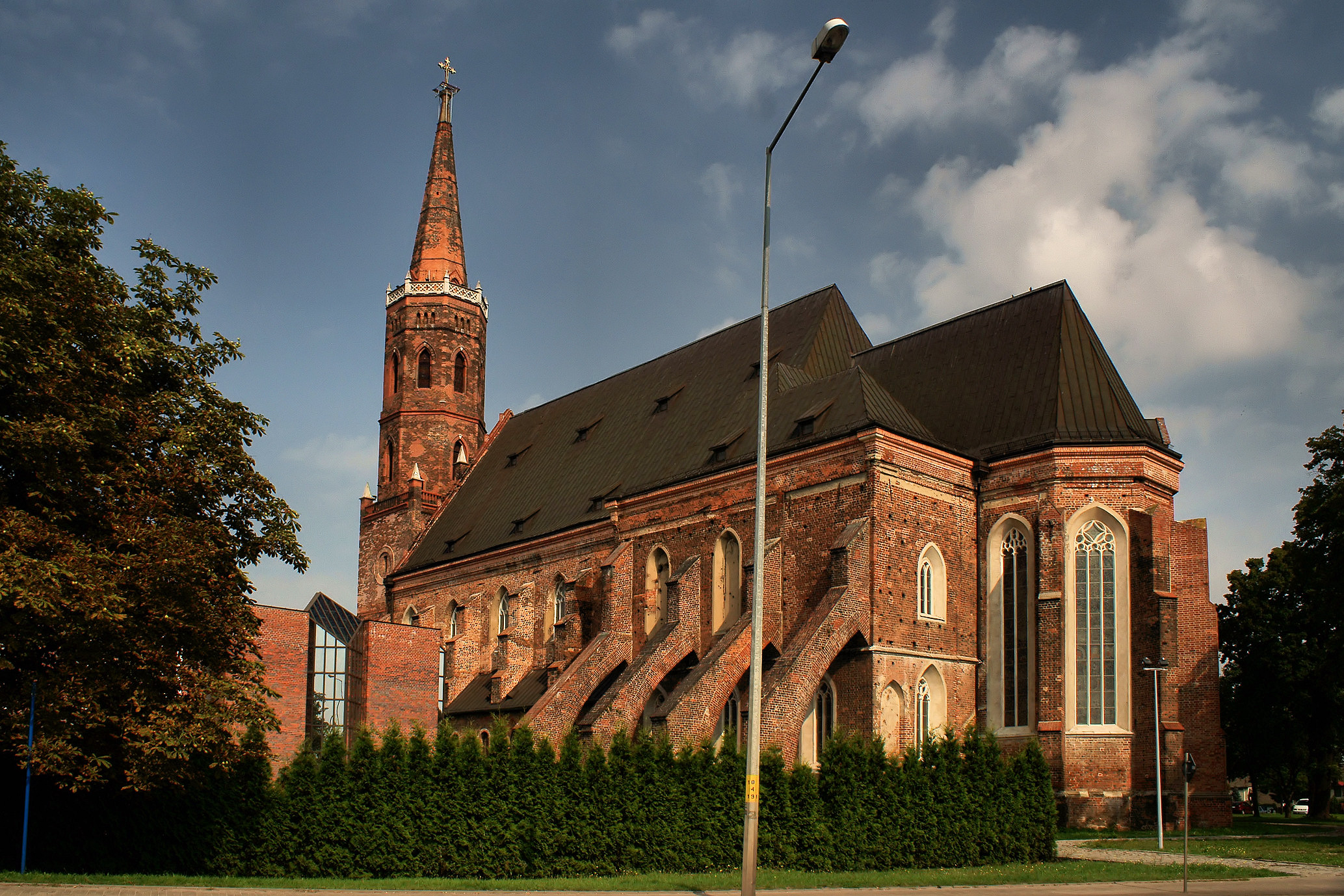
La Collégiale de l’Assomption de la Bienheureuse Vierge Marie

La Collégiale de l'Assomption de la Bienheureuse Vierge Marie à Głogów est une église située dans le diocèse de Zielona Góra-Gorzów en Pologne. Perchée au sommet du quartier historique d'Ostrów Tumski, elle constitue l'un des édifices religieux les plus anciens de la région. La structure a été reconstruite à la suite des destructions occasionnées par la Seconde Guerre mondiale. Elle figure parmi les plus anciennes églises de Silésie et est reconnue comme la plus ancienne collégiale de cette région[2].

## Historique

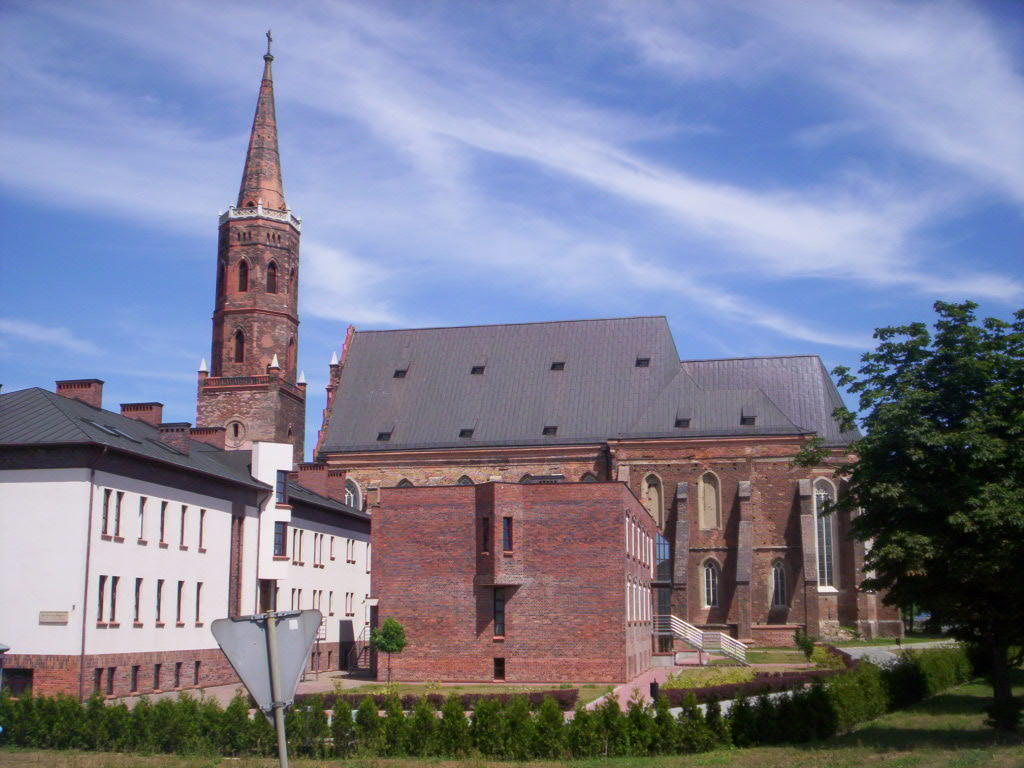
La collégiale

Les recherches archéologiques effectuées dans les années 1960 par le professeur Tadeusz Kozacwezwski ont permis de mettre au jour, à l’intérieur de la collégiale, les vestiges de deux églises en pierre à nef unique, datant de l’époque de Boleslas II le Généreux et de Boleslas III Bouche-Torse.
En 1120, l’église est élevée au rang de collégiale lors de la fondation du chapitre de chanoines par le prince Wojsław. Au cours du XVe siècle, le chapitre comptait parmi ses membres Jean de Głogów, astronome, théologien et philosophe, qui fut également l’un des enseignants de Nicolas Copernic. En 1262, une basilique à trois nefs de style roman tardif fut construite. Certains éléments de cette ancienne basilique, tels que les demi-colonnes de l’arc triomphal, les fenêtres et divers détails dans le chœur, sont encore visibles dans les murs de l’église actuelle. Entre 1413 et 1466, l’édifice fut profondément remanié selon un plan gothique avec la construction d’une grande salle à trois nefs et d’une série de chapelles. Au XVIIIe siècle, l’intérieur de l’église fut modifié dans le style baroque. Entre 1838 et 1842, une tour néo-gothique de 75 mètres de haut, surmontée d’une croix dorée de 5 mètres, fut érigée à la suite de l’effondrement de l’ancienne tour.
À la suite de la destruction de la collégiale pendant la Seconde Guerre mondiale, un tableau de Lucas Cranach l’Ancien réalisé en 1518, représentant une Vierge à l’Enfant dite Madone de Głogów, fut transféré de Głogów à Wrocław en 1943, avant d’être déplacé à Henryków et à Lądek-Zdrój. En 1945, ce tableau fut saisi par le commandant russe Mosiev et considéré comme perdu. Il réapparut en 2003 au musée Pouchkine de Moscou.
À l’intérieur de la collégiale, dans une crypte aménagée, sont conservées les reliques de l’église romane du XIIe siècle, probablement construite lors du siège de Głogów en 1109.

### Reconstruction
En 1988, le prélat Ryszard Dobrołowicz, curé de la paroisse de la Vierge Marie Reine de Pologne, dans le district de Kopernik à Głogów, entame la reconstruction de la collégiale. Les travaux sont financés par des ressources propres, puis des contributions et des subventions, entre autres de la Fondation de la coopération germano-polonaise. La première messe depuis la Seconde Guerre mondiale est célébrée le dernier dimanche de mai 1999. La porte de bronze a été créée par Czesław Dźwigaj.

### Rénovation de la Collégiale

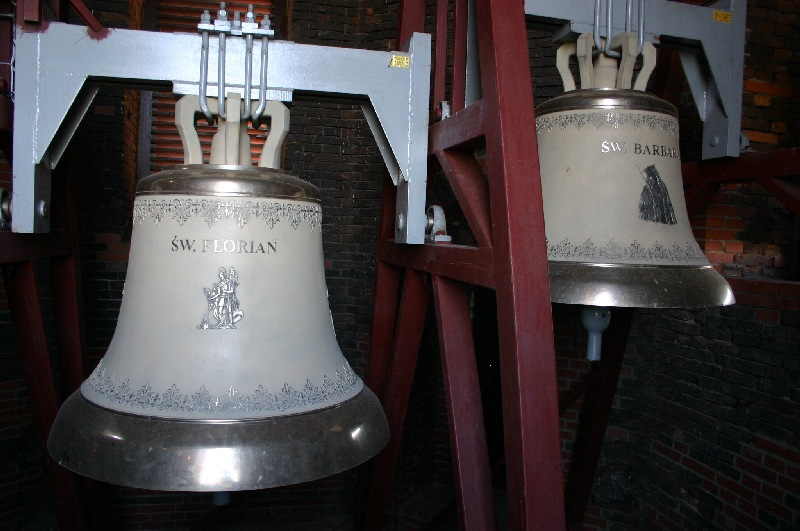
Les cloches dans la collégiale

La rénovation est toujours en cours. De nombreux travaux de rénovation ont été effectués, dont la réfection des murs du presbytère, l'aménagement de l'intérieur avec des piliers et la reconstruction de la dalle dans le style originel de l’église.
De plus, la crypte romane a été transformée en réserve archéologique, les fresques dans les chapelles latérales et la voûte de la crypte ont été restaurées.
Les vitraux actuellement exposés sont de Czesław Dźwigaj. Il y en a trois dans le chœur :
 (décembre 2021).
- Celui du milieu, qui représente l’Annonciation et de l’Assomption de la Vierge Marie.
- Le vitrail à gauche qui représente deux scènes de la vie de Saint Jérôme.
- Le vitrail à droite qui présente les fondateurs de l’association « les Travailleurs silencieux de la Croix ».

Les vitraux à gauche du chœur, dans la chapelle mariale, représentent des images de la Vierge Marie provenant de sanctuaires polonais. Sur le mur est, un vitrail représente l’évêque Wilhelm Pluta. Les autres vitraux représentent des saints.
Le 1er juillet 2006, les trois nouvelles cloches (Florian, Barbara et Zofia) sonnent pour la première fois, reproduisant le Te Deum. Elles sont situées à 50 mètres de hauteur, dans le clocher, là où le corps de la tour collégiale en forme de carré se termine. Les cloches pèsent respectivement environ 1500 kg (Florian), 1000 kg (Barbara) et 750 kg (Zofia). Chaque cloche émet une note différente selon son poids, respectivement mi-dièse, fa et sol.
Le 27 septembre 2020, l’évêque Tadeusz Lityński a présidé les fêtes marquant le 900ᵉ anniversaire du chapitre des chanoines de Głogów.

## Chemin de saint Jacques
Près de la collégiale se croisent deux chemins de pèlerinage de Saint-Jacques-de-Compostelle : le chemin de Grande Pologne et le chemin de Basse-Silésie.
Aux alentours de la collégiale se trouve le Centre de la Pastorale des malades sous la protection des Travailleurs silencieux de la Croix.